# Wargöns IK
Wargöns Idrottsklubb är en ideell idrottsförening från bruksorten Vargön i Vänersborgs kommun som utövar idrotterna fotboll och futsal.
Klubben bildades 1974 genom sammanslagning av ortens stora bandyrivaler Wargöns SK och Storegårdens BK. Klubbarna beslutade vid extra föreningsstämmor den 11 mars 1974 att lägga ner sina verksamheter efter pågående säsong och inför nästa säsong 1974/75 göra gemensam sak i nya klubben Wargöns IK. WIK övertog den idrottsliga verksamheten från sina företrädare den 1 november 1974 och bedrev vid starten alpin skidsport, bandy, bordtennis, fotboll, friidrott, simning och tennis.

## Fotboll
Fotboll har spelats i organiserad form i Vargön sedan 1909, då i Vargöns IF. Sporten har även utövats av Wargöns SK, Storegårdens BK, Vargöns FSK, Hårdton IK, Malöga IK, Tunhems IS, Vänersnäs IK och Västra Tunhems BK Idag är Wargöns IK ensam utövare av organiserad fotboll i Vargön. 
Fotboll är Wargöns IK:s största verksamhet med en bred ungdomsverksamhet som grund. Hemmaplan är Hallevi Idrottsplats i Vargön.
Klubbens representationslag har, med någon enstaka säsongs undantag, alltid spelat i Västergötlands Fotbollförbunds distriktsserier (div. 4-6 herrar och 3-5 damer). Den högsta fotbollsnivån klubben spelat på är div. 3 för herrlaget (1984) och div. 2 för damlaget (2015-16).
Av Wargöns IK:s fotbollslag spelade 2023 damlaget i div. 4 Västra Västergötland och herrlaget i div. 4 Västra Västergötland.

## Bordtennis
Bordtennis har varit en populär idrott i Vargön sedan 1920-talet och utövades i flera olika föreningar såsom PPK 34, PPK Elvan, BTK Star, Storegårdens BTK, Vargöns BTK, Storegårdens BK och Vargöns Godtemplares IF innan all bordtennis samlades i Wargöns SK år 1962. Utövare från de olika Vargöklubbarna har genom åren vunnit såväl Distriktsmästerskap, Västsvenska mästerskap som Svenska mästerskap i bordtennis och bruksortens mest lysande stjärnan är flerfaldiga SM-guldmedaljören och landslagskvinnan Birgitta Olsson med Wargöns SK som moderklubb.
Säsongen 1976/77 vann Wargöns herrbordtennislag div. 3 och spelade under några säsonger i landets näst högsta serie.
Säsongen 2019/20 spelade Wargöns herrbordtennislag i div. 1 Västra och slutade på en andraplats. Efter säsongen splittrades laget och föreningen startade om med ett lag i div. 4.
Inför säsongen 2023/24 gick samtliga spelare i serielaget till anrika Vänersborgs BTK återstartade herrlag varefter Wargöns IK:s bordtennissektion förklarades vilande.

## Futsal
Inomhusfotboll i olika former har sedan Fyrkantens Fritidsanläggning invigdes 1971 varit en populär vintersport i Vargön. Wargöns IK har varit mycket framgångsrik på lokal nivå och vunnit ett otal Kommunmästerskap för både herrar och damer samt fyra Trestadsmästerskap för herrar.
Under tre säsonger hade WIK ett damlag i division 2 Västergötland Futsal. Under samtliga säsonger tillhörde laget topp tre i serien, med seriesegern 2017/18 som toppnotering Efter säsongen 2018/19 lades dock seriespelandet ner p g a bristande träningsmöjligheter i form av hallbrist. Föreningens utövande av futsal återgick till enbart deltagande i lokala cuper och turneringar för såväl ungdomar som dam- och herrlag.

## Evenemang
Wargöns IK arrangerar skolfotbollsturneringen Klassbollen samt Vänersborgs Futsal Cup.

## Idrottsprofiler från Wargöns IK
Idrottsprofiler med Wargöns IK som moderklubb i fotboll, bordtennis eller futsal.
- David Andersson, landslagsman i skridsko[10]
- Peter Andersson, allsvensk kvalspelare i fotboll
- Martin Bäckström, Superettanspelare i fotboll och landslagsman i OCR[11][12][13]
- Lukasz Chmaj, allsvensk fotbollsspelare[14][15][16][17]
- Christoffer Fagerström, landslagsspelare i bandy
- Olivia Henningsson, landslagskvinna i brottning[18]
- Joakim Lindbom, elitseriespelare i volleyboll[19]